# Acraea eginopsis
Acraea eginopsis är en fjärilsart som beskrevs av Aurivillius 1898. Acraea eginopsis ingår i släktet Acraea och familjen praktfjärilar. Inga underarter finns listade i Catalogue of Life.